# In Memory
In Memory – jedyne EP wydane przez Nevermore. Zostało nagrane w kwietniu i maju 1996 roku i wydane 28 maja, tego samego roku. EP to, zostało wydane ponownie w 2006 roku z pięcioma bonusowymi utworami, pochodzącymi z dema do następnego albumu studyjnego (The Politics of Ecstasy.

## Lista utworów
1. Optimist or Pessimist – 3:38
2. Matricide – 5:21
3. In Memory – 7:05
4. Silent Hedges/Double Dare (cover Bauhaus) – 4:41
5. The Sorrowed Man – 5:24

utwory bonusowe z 2006
6. The Tiananmen Man (Demo) - 5:44
7. The Seven Tongues of God (Demo) - 5:43
8. Passenger (Demo) - 5:11
9. This Sacrament (Demo) - 5:53
10. 42147 (Instrumental Demo) - 4:37